# Зустрічі на краю світу
«Зустрічі на краю світу» (англ. Encounters at the End of the World) — американський документальний фільм 2007 року Вернера Герцога. Фільм досліджує людей і місця на Антарктиді. Він вийшов у Північній Америці 11 червня 2008 року за сприяння THINKFilm.

## Сюжет
Герцог та оператор Пітер Цайтлінгер їдуть до Антарктиди, щоб познайомитися з людьми, які там живуть і працюють, та зняти унікальні місця континенту. Голос Герцога за кадром пояснює, що його фільм не буде типовим фільмом про «пухнастих пінгвінів» Антарктики, а буде досліджувати мрії людей і ландшафт. Подорож починається зі станції Мак-Мердо, де вони опитують деяких працівників з технічного обслуговування та підтримки, а також геолога айсбергів Дугласа Мак-Аєла. Шлях проходить поруч з табором тюленів, яким керує зоолог Олав Офтедал. Далі вони приєднуються до композитора / продюсера фільму, дослідника-дайвера Генрі Кайзера та беруть інтерв'ю у клітинного біолога Семюеля Боузера і зоолога Яна Павловського. Кайзер і Боузер влаштовують гітарний концерт на даху.
Герцог і Цайтлінгер повертаються до Мак-Мердо для ще кількох інтерв'ю, крім того вони відвідують збережену базу Ернеста Шеклетона. Після короткого знімання на Південному полюсі Герцог поспілкувався з Девідом Ейнлі — вченим, який досліджує пінгвінових. Цей сюжет включає відео про пінгвіна, який йде на вірну смерть, рухаючись в неправильному напрямку по безплідному континенту.
Потім Герцог і Цайтлінгер відвідують гору Еребус та опитують вулканологів. Далі йде унікальне знімання глибоко в тунелях зі снігу і льоду під станцією Південний полюс. Різні дрібнички та сувеніри, зокрема банка російської ікри та цілий заморожений осетер, розміщені у різьблених полицях на крижаних стінах, збережені завдяки надзвичайно холодному та сухому повітрю. На схилі вулкана Герцог і Цайтлінгер досліджують крижані печери, утворені фумаролами.
У фільмі показано запуск гігантського шарльєру, який використовується в проєкті як нейтринний детектор, також демонструється інтерв'ю з фізиком Пітером Горемом. Він завершується кількома філософськими словами від робітника з обслуговування, кадрами із крижаних печер від фумаролів та занурень Кайзера.

## Виробництво
Герцога потягнуло в Антарктиду після перегляду підводних кадрів, знятих Генрі Кайзером. Кайзер працював над музикою для «Людини-грізлі» Герцога і показував кадри другові, які помітив Герцог. Кайзер бував в Антарктиді на наукових дайвінг-експедиціях, а також брав участь за програмою Національного наукового фонду для свого проєкту «Слайд-гітара навколо світу». Протягом двох років Герцог випустив стрічку «Далека синя височінь», у якій було широко використано кадри Кайзера.
Фільм знімали в Антарктиді в рамках програми «Митці та письменники Антарктики» Національного наукового фонду. Уся знімальна група складалася з Герцога, який записав усі звуки, та оператора Пітера Цайтлінгера. Вони поїхали до Антарктиди, не маючи жодної можливості запланувати місця знімання або інтерв'ю, і у них було лише сім тижнів на зйомки. Герцог часто зустрічався зі своїми співрозмовниками всього за кілька хвилин до початку зйомок.
Знімання в Антарктиді зазвичай контролює медіа-офіс Національного наукового фонду, який затверджує та контролює всю кінопродукцію. Через грант Герцога від програми «Митці та письменники Антарктики» йому дозволили знімати без супроводжувачів та без нагляду з боку ННФ. Це дозволило зняти кадри, які зазвичай не вважаються придатними для відкритої публікації.
Звуки тюленів були записані Дугласом Квіном, експертом зі звуків і професором Школи суспільних зв'язків у ім. С. І. Ньюгауза при Сірак'юському університеті, а також одержувачем гранту за програмою «Митці та письменники Антарктики».
Фільм присвячений американському критику Роджеру Еберту.

## Випуск
Фільм показали на кінофестивалі в Теллурайді 2007 року. Офіційна прем'єра відбулась через тиждень, 10 вересня, на Міжнародному кінофестивалі в Торонто. 2008 року його демонстрували на Міжнародному фестивалі документального кіно в Амстердамі; Единбурзькому міжнародному кінофестивалі; Кембридзькому кінофестивалі та Мельбурнському міжнародному кінофестивалі. 24 квітня 2009 року Revolver Entertainment випустив фільм у Великій Британії.
Фільм показали 28 березня 2008 року в Гонконзькому культурному центрі на Гонконзькому міжнародному кінофестивалі 2008 року; 30 квітня на Міжнародний кінофестивалі у Міннеаполісі-Сейнт-Пол.

## Сприйняття

### Критика
Фільм отримав переважно позитивні відгуки критиків. На сайті Rotten Tomatoes 94 % критиків дали фільм позитивні відгуки, спираючись на 72 огляди, — з одностайною думкою, що фільм «пропонує глибоке дослідження психіки людини на тлі нав'язливих ландшафтів». На Metacritic середній бал стрічки 80 зі 100 на основі 25 оглядів. 22 січня 2009 року він був номінований на премію «Оскар» як найкращий документальний фільм.

### Списки найкращих фільмів
Кінокартина з'явилася у кількох списках десятки найкращих фільмів 2008 року зокрема:
| - 1 місце — Керрі Ріклі, «Філадельфія інквайрер» - 1 місце — Денніс Гарві, «Вераєті» - 2 місце — Девід Ансен, «Ньюсвік» - 4 місце — Ендрю О'Геір, «Салон» - 4 місце — Дана Стівенс, «Стейт» - 4 місце — Пітер Рейнер, «Крісчен саєнс монітор» | - 8 місце — Манола Даргіс, «Нью-Йорк таймс» - 9 місце — Майкл Рехтшаффен, «Голлівуд репортер» - 10 місце — Андреа Гронвалл, «Чикаго рідер» - 10 місце — Річард Корлісс, «Тайм» - 10 місце — Шері Лінден, «Голлівуд репортер» |

### Номінації та нагороди
| Нагороди та номінації фільму «Зустрічі на краю світу» | Нагороди та номінації фільму «Зустрічі на краю світу» | Нагороди та номінації фільму «Зустрічі на краю світу» | Нагороди та номінації фільму «Зустрічі на краю світу» | Нагороди та номінації фільму «Зустрічі на краю світу» | Нагороди та номінації фільму «Зустрічі на краю світу» |
| Рік                                                   | Кінофестиваль/кінопремія                              | Категорія/нагорода                                    | Номінант                                              | Результат                                             |                                                       |
| ----------------------------------------------------- | ----------------------------------------------------- | ----------------------------------------------------- | ----------------------------------------------------- | ----------------------------------------------------- | ----------------------------------------------------- |
| 2008                                                  | Готем                                                 | Найкращий документальний фільм                        | Вернер Герцог, Генрі Кайзер                           | Номінація                                             |                                                       |
| 2008                                                  | Національна рада кінокритиків США                     | Найкращі п'ять документальних фільмів                 | «Зустрічі на краю світу»                              | Перемога                                              |                                                       |
| 2008                                                  | Супутник                                              | Найкращий документальний фільм                        | «Зустрічі на краю світу»                              | Номінація                                             |                                                       |
| 2008                                                  | Асоціація кінокритиків Юти                            | Найкраща актор / акторка другого плану                | «Зустрічі на краю світу»                              | Номінація                                             |                                                       |
| 2009                                                  | Оскар                                                 | Найкращий документальний повнометражний фільм         | Вернер Герцог, Генрі Кайзер                           | Номінація                                             |                                                       |
| 2009                                                  | Незалежний дух                                        | Найкращий документальний фільм                        | Вернер Герцог                                         | Номінація                                             |                                                       |
| 2009                                                  | Національна спілка кінокритиків США                   | Найкращий документальний фільм                        | «Зустрічі на краю світу»                              | Номінація                                             |                                                       |